# Septimiu Ionaș
Septimiu Ionaș (n. 1882, Totești, județul Hunedoara – d. 1944, Totești, județul Hunedoara) a fost un deputat în Marea Adunare Națională de la Alba Iulia , organismul legislativ reprezentativ al „tuturor românilor din Transilvania, Banat și Țara Ungurească”, cel care a adoptat hotărârea privind Unirea Transilvaniei cu România, la 1 decembrie 1918 :p. 209.

## Biografie
A făcut școala primară din sat, iar mai târziu Teologia la Blaj. A fost preot în sat, iar după Unire ajunge vicar de Hațeg și canonic la Episcopia Lugojului :p. 209.  

## Activitatea politică

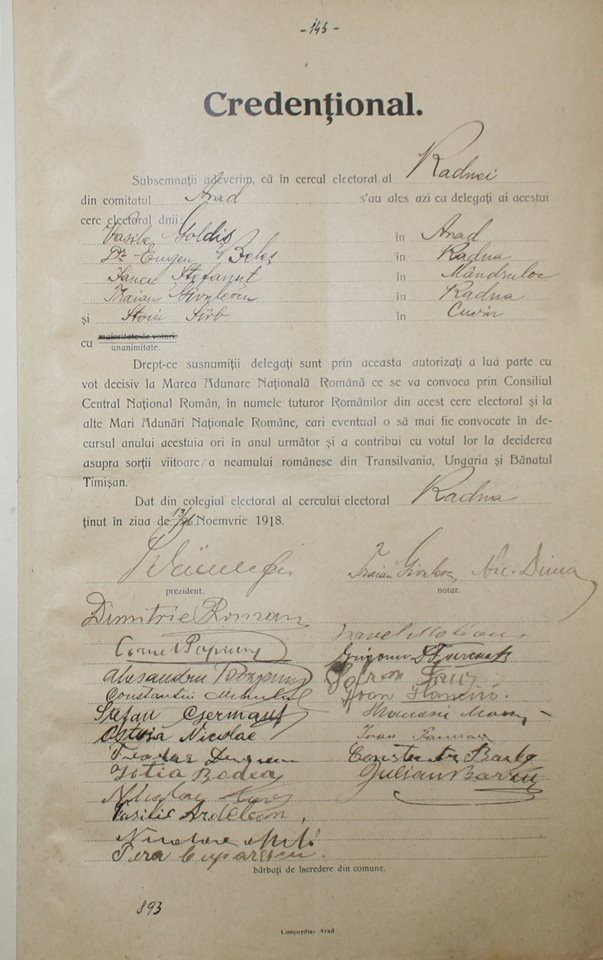
Credențional

Ca deputat în Adunarea Națională din 1 decembrie 1918 a fost delegat al Cercului electoral Hațeg :p. 209.	